# Herschikking van partijstelsels
De herschikking van partijstelsels is het gedachtegoed binnen de politicologie, dat er in de politieke samenleving sprake is van een nieuwe tegenstelling waarop partijen hun gedrag baseren. Namelijk tussen de groep mensen die de natiestaat willen beschermen tegen immigratie en globalisering, en de groep mensen die juist voor migratie, open grenzen en globalisering is. Dit gedachtegoed bouwt voort op de politieke theorie dat het politieke speelveld verdeeld is langs structurele lijnen die gebaseerd zijn op conflicten.
In de West-Europese context bestonden de structurele tegenstellingen in de partijstelsels voornamelijk langs religie of sociale klasse of tussen aanhangers van links of rechts. Na de jaren 70 hebben ontwikkeling en processen, zoals sociaaleconomische ontwikkeling of ontkerkelijking, voornamelijk in het Westen, tot verandering in deze politieke structuur van conflicten geleid. De tegenstellingen tussen partijen zijn geconcentreerd langs thema's als vluchtelingen en de Europese Unie. In deze tegenstelling staat kosmopolitisme lijnrecht tegenover welvaartschauvinisme, het beschermen en voorstander zijn van de nationale verzorgingsstaat tegen buitenstaanders.

## Scheidslijnen
De eerste politicoloog die een politiek stelsel beschreef aan de hand van het idee van scheidslijnen (structureel conflicterende verdeling) was Schattschneider. Schattschneider gaat ervan uit, dat wat er in de politiek gebeurt, afhangt van hoe mensen verdeeld zijn in partijen, groepen of klassen. De uitkomst of de verdeling hangt af van het aantal conflicten en welke uiteindelijk gezien wordt als belangrijkste of meest dominante. Bij een verschuiving blijft het politieke universum intact, maar wat mensen wel of niet kunnen doen hangt af van de verdeling. Hoewel, zijn theorie gebaseerd is op de Amerikaanse politiek hebben meerdere wetenschappers geprobeerd deze te koppelen aan West-Europese politieke stelsels.
Seymour Martin Lipset en Stein Rokkan interpreteren de scheidslijnentheorie als volgt: een nationaal partijsysteem is de uiting van onderliggende sociale conflicten. Met dat idee onderzochten zij de verschillende partijsystemen in West-Europa. Dit onderzoek resulteerde in de opstelling van vier structurele scheidslijnen. Deze scheidslijnen zijn ontstaan in het begin van de 19e eeuw en zijn dus de oorzaken voor de opkomst van de verschillende partijen en partijsystemen in Europa.
De scheidslijnen ontstonden rond het begin van de 19e eeuw. De eerste twee scheidslijnen ontstonden door belangentegenstellingen en invloedrijke gebeurtenissen zoals nationale revoluties:
- religie: conflict tussen de moderne staat versus de traditionele macht van kerken
- centrum versus regio’s, geografische en economische verdeling tussen het centrum, voornamelijk de hoofdsteden, en de regio’s, kleinere steden en provincies.

De andere scheidslijnen ontstonden door de verschillende industriële revoluties in Europa:
- de arbeidersklasse versus bezittende klasse; over het algemeen worden voorstanders van arbeiders gezien als 'links' georiënteerd, terwijl aanhangers van de bezittende klasse meestal gezien worden als 'rechts'.
- de tegenstellingen tussen stad en platteland (urbaan-ruraal), boeren versus bourgeoisie.

## Herschikkingstheorie
Kriesi, voorstander van de herschikkingstheorie, onderscheidt twee dimensies die van grote invloed zijn op het gedrag van partijen in partijstelsels; een economische en een culturele dimensie. Ook Bornschier deed onderzoek naar de nieuwe culturele dimensie en de tweedimensionale verdeling in zes West-Europese landen: Zwitserland, Frankrijk, Duitsland, Groot-Brittannië, Nederland en Oostenrijk. Behalve in Groot-Brittannië is er in alle landen sprake van een soortgelijke tweedimensionale verdeling op het politieke speelveld. Bovendien, stelt Kriesi, heeft ontwikkeling binnen de culturele dimensie, zoals globalisering, migratie en europeanisering, geleid heeft tot een nieuwe tweedeling in de samenleving. Enerzijds zijn er de verliezers, de mensen die niet profiteren van deze ontwikkelingen, bijvoorbeeld laagopgeleiden, die meer concurrentie ervaren. Daartegenover staan de winnaars, mensen die profiteren van deze ontwikkeling. De culturele dimensie heeft een herschikking ondergaan en draait sindsdien om de tegenstelling tussen de groep 'verliezers' die de natiestaat willen beschermen en tegen migranten zijn, of de groep 'winnaars' die voor open grenzen en internationale samenwerking zijn, zoals de Europese Unie. Net als Kriesi beargumenteert Bornschier dat de nieuwe onderwerpen tot herschikking van de culturele dimensie hebben geleid. Na de jaren 70 kwam het thema van immigratie op de politieke agenda en heeft dit geleid tot een nieuwe verdeling tussen de kosmopolitische voorstanders en welvaartschauvinistische tegenstanders..

## Kritiek Tweedimensionaal
De Nederlandse Politicologen van der Burg & van Spanje vinden dat de partijposities gestructureerd zijn langs één dimensie in plaats van twee. Hierdoor gaan zij tegen het gehele idee van een tweedimensionale verdeling in en verwerpen zij de herschikkingstheorie.
Kritiek is er ook van Liesbet Hooghe en Gary Marks, die stellen dat er geen sprake is van een herschikking, maar van een transnationale evolutie van de scheidslijnen. Voor hen is de scheidslijnentheorie gebaseerd op interactie en niet op vervanging. Zij erkennen wel dat er een verandering heeft plaatsgevonden binnen de politieke samenleving, net zoals voorstanders van de herschikkingstheorie. De oorzaak van de transnationale scheidslijn komt dus door de verzwakte nationale soevereiniteit en identiteit als gevolg van de groei van internationale economische uitwisselingen, immigratie en verbittering van cultuur. Waar niet iedere groep in de samenleving economische bloei van ondervindt. Desalniettemin leiden veranderingen er volgens Hooghe en Marks niet toe dat scheidslijnen opnieuw gestructureerd worden, maar dat er nieuwe toegevoegd worden. Zodoende zullen nieuwe conflicten eerder leiden tot nieuwe partijen die niet de traditionele partijen vervangen, maar de strijd ermee aangaan.

## Nederland
Van Praag plaatst via een Nederlands voorbeeld kanttekeningen bij de herschikkingstheorie: de Nederlandse politieke partijen zijn namelijk erg lastig te plaatsen op de multidimensionale verdeling. Hoewel verschillende partijen in Nederland eurosceptisch zijn, bijvoorbeeld de SP of de PVV, wijken de standpunten hiervoor af van elkaar. Terwijl de extreemrechtse partijen vanuit nationale principes bezwaar maken tegen Europese integratie, zijn extreemlinkse partijen zoals de SP vooral kritisch op de structuur van Europese Unie. Zodoende is de tweedimensionale verdeling te grof voor de Nederlandse politiek. Een ander kritiekpunt op de tweedimensionale verdeling vanuit Nederlands perspectief is dat immigratie pas relatief laat onderdeel werd van de politieke agenda. Weliswaar signaleerde Bolkestein al vroeg in de jaren negentig toekomstige twistpunten als multiculturalisme, immigratie en de Europese Unie, maar pas een decennium later was het Pim Fortuyn die als eerste het thema immigratie centraal kon stellen in zijn partijprogramma zonder gezien te worden als ondemocratisch of extremistisch.
Daarnaast stellen de Nederlandse politicologen Andeweg en Irwin, dat Nederland in de kern een 'land van de minderheden' is. Dit gedachtegoed is historisch gezien het belangrijkste kenmerk van de Nederlandse politiek en langs de ideologie van de minderheden is de politiek gestructureerd. Andeweg en Irwin stellen daarom dat er sprake is van andere, vrij unieke tweedeling. Naast de traditionele sociaal-economische links-rechts-dimensie is er in Nederland de religieus-seculiere dimensie. Dit cruciale onderdeel van de Nederlandse politieke structuur is er nog altijd, er heeft dus geen herschikking plaatsgevonden.